# Merja Lahtinen
Merja Päivikki Kuusisto z d. Lahtinen (ur. 30 czerwca 1968 w Laihia) – fińska biegaczka narciarska.

## Kariera
W Pucharze Świata zadebiutowała 2 marca 1990 roku w Lahti, zajmując 64. miejsce w biegu na 5 km stylem dowolnym. Pierwsze pucharowe punkty zdobyła dwa lata później, 1 marca 1992 roku w tej samej miejscowości, kiedy zajęła 11. miejsce na dystansie 30 km techniką klasyczną. Nigdy nie stanęła na podium zawodów tego cyklu, start w Lahti w 1992 roku był jednocześnie jej najlepszym wynikiem. Najlepsze rezultaty osiągnęła w sezonie 1994/1995, kiedy zajęła 23. miejsce w klasyfikacji generalnej.
W 1993 roku wzięła udział w mistrzostwach świata w Falun, gdzie w biegu na 30 km stylem dowolnym zajęła 32. miejsce. Na rozgrywanych dwa lata później mistrzostwach świata w Thunder Bay była szósta w sztafecie, dziesiąta w biegu na 15 km techniką klasyczną, a w biegu na 5 km klasykiem zajęła 29. miejsce. W międzyczasie wystąpiła na igrzyskach olimpijskich w Lillehammer w 1994 roku, gdzie była czwarta w sztafecie, piętnasta na dystansie 30 km techniką klasyczną oraz szesnasta w biegu na 15 km stylem dowolnym.
Jej mąż, Mika Kuusisto, również był biegaczem narciarskim.

## Osiągnięcia

### Igrzyska olimpijskie
| Miejsce | Dzień     | Rok  | Miejscowość | Konkurencja             | Czas biegu | Strata  | Zwyciężczyni     |
| ------- | --------- | ---- | ----------- | ----------------------- | ---------- | ------- | ---------------- |
| 16.     | 13 lutego | 1994 | Lillehammer | 15 km stylem dowolnym   | 39:44,5    | +4:06,2 | Manuela Di Centa |
| 4.      | 21 lutego | 1994 | Lillehammer | Sztafeta 4 × 5 km       | 57:12,5    | +2:03,4 | Rosja            |
| 15.     | 24 lutego | 1994 | Lillehammer | 30 km stylem klasycznym | 1:25:41,6  | +4:13,5 | Manuela Di Centa |

### Mistrzostwa świata
| Miejsce | Dzień     | Rok  | Miejscowość | Konkurencja             | Czas biegu | Strata  | Zwyciężczyni      |
| ------- | --------- | ---- | ----------- | ----------------------- | ---------- | ------- | ----------------- |
| 32.     | 27 lutego | 1993 | Falun       | 30 km stylem dowolnym   | 1:22:41,3  | +8:40,3 | Stefania Belmondo |
| 10.     | 10 marca  | 1995 | Thunder Bay | 15 km stylem klasycznym | 41:27,5    | +2:48,8 | Łarisa Łazutina   |
| 29.     | 12 marca  | 1995 | Thunder Bay | 5 km stylem klasycznym  | 15:23,7    | +1:31,7 | Łarisa Łazutina   |
| 6.      | 16 marca  | 1995 | Thunder Bay | Sztafeta 4 × 5 km       | 53:47,6    | +3:32,1 | Rosja             |

### Puchar Świata

#### Miejsca w klasyfikacji generalnej
- sezon 1991/1992: 37.
- sezon 1992/1993: 51.
- sezon 1993/1994: 25.
- sezon 1994/1995: 23.
- sezon 1995/1996: 36.

#### Miejsca na podium
Lahtinen nigdy nie stanęła na podium zawodów PŚ.